# Carlton Alfred Smith
Ne pas confondre avec Alfred Smith né en 1853 à Bordeaux.
Carlton Alfred Smith (né en 1853, mort en 1946) est un peintre britannique ayant peint principalement des scènes de genre à l'aquarelle. Nombre de ses tableaux sont des représentations de la vie domestique dans les cottages anglais vers la fin du XIXe siècle.

## Biographie
Carlton Alfred Smith a étudié en France et à la Slade School à Londres. Il épouse la peintre Martha Sarah King et a vécu à Londres et à Surrey, visitant l'Inde en 1916. Il exposa à la Royal Academy et au Royal Institute of Painters in Water Colours (en).

## Galerie

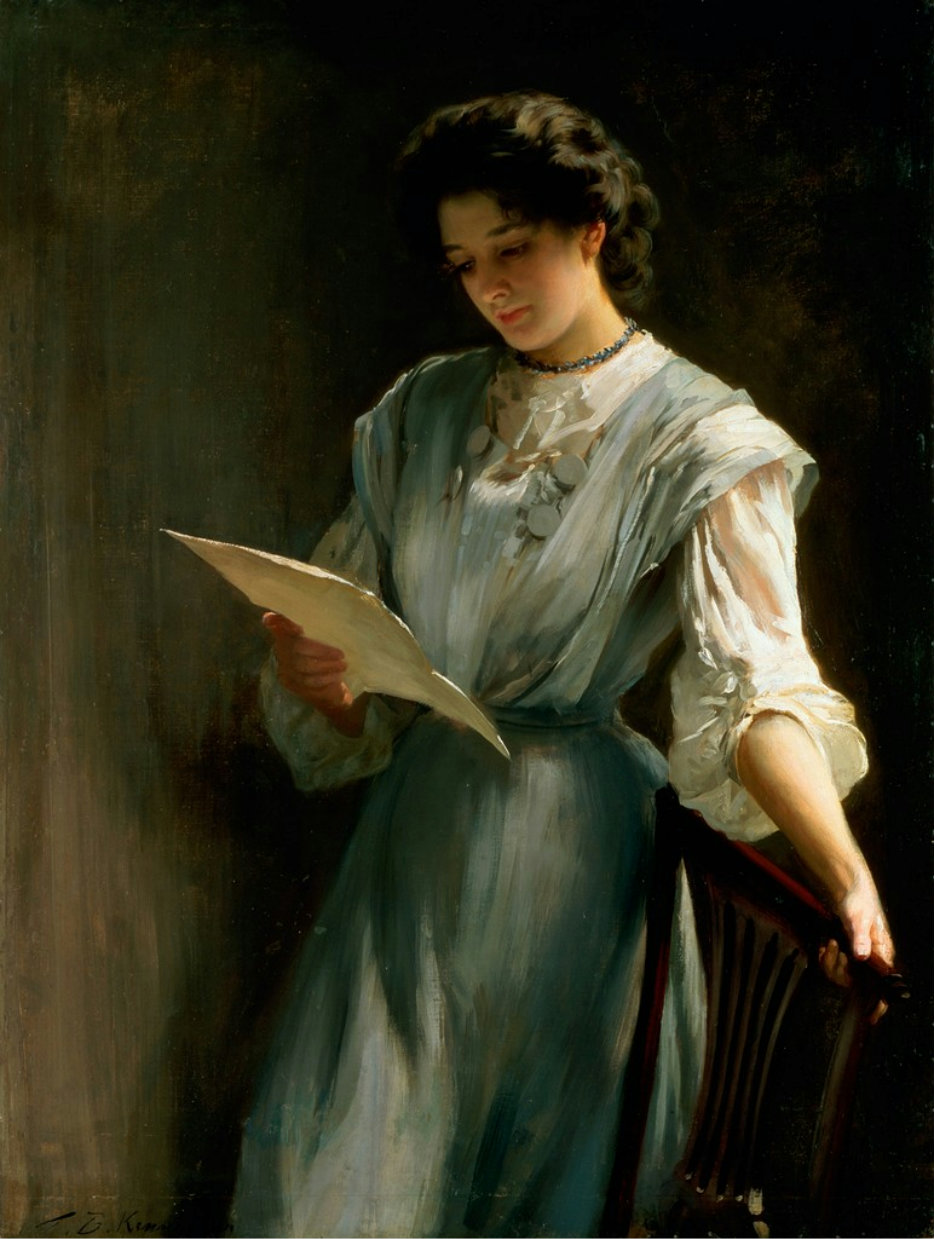
Storytime
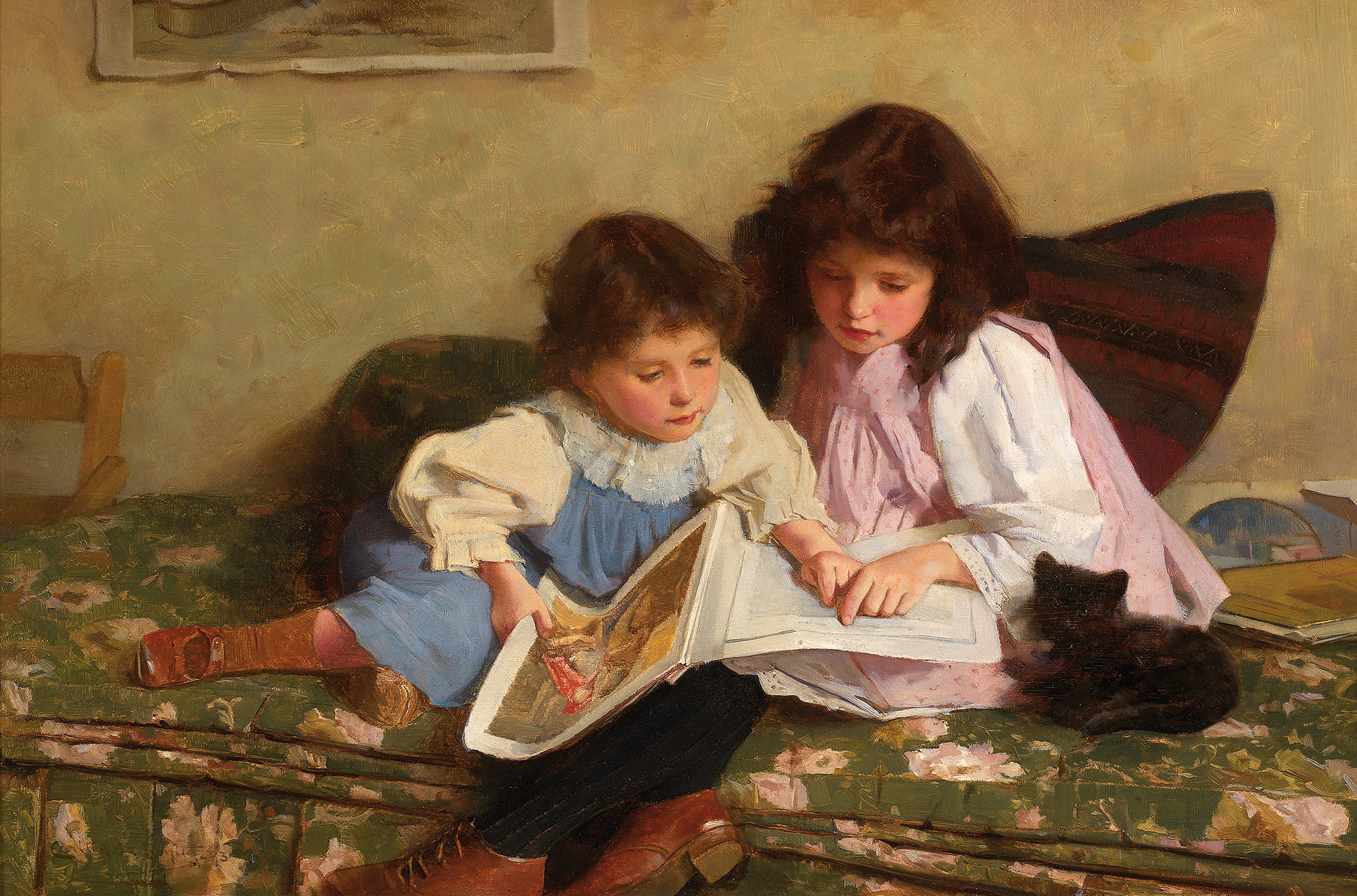
The First Lesson (1893)
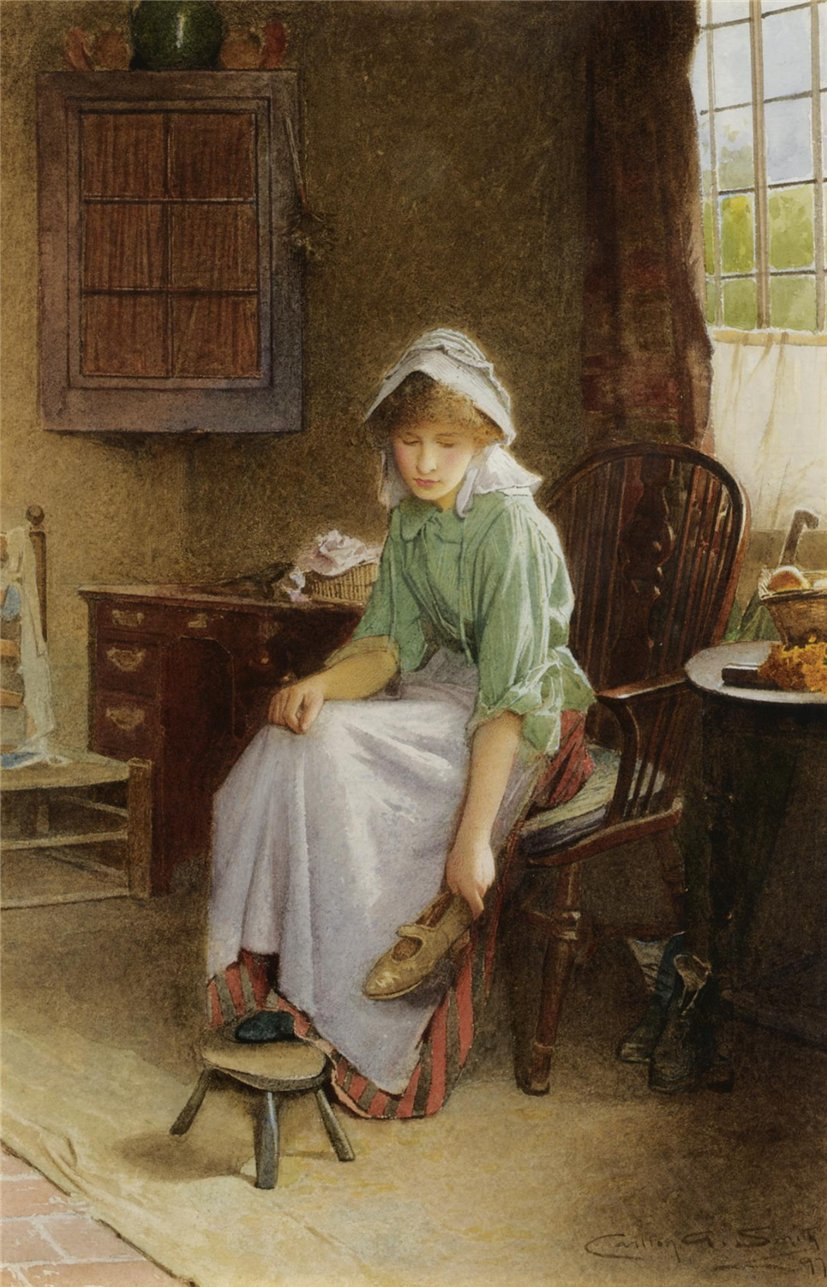
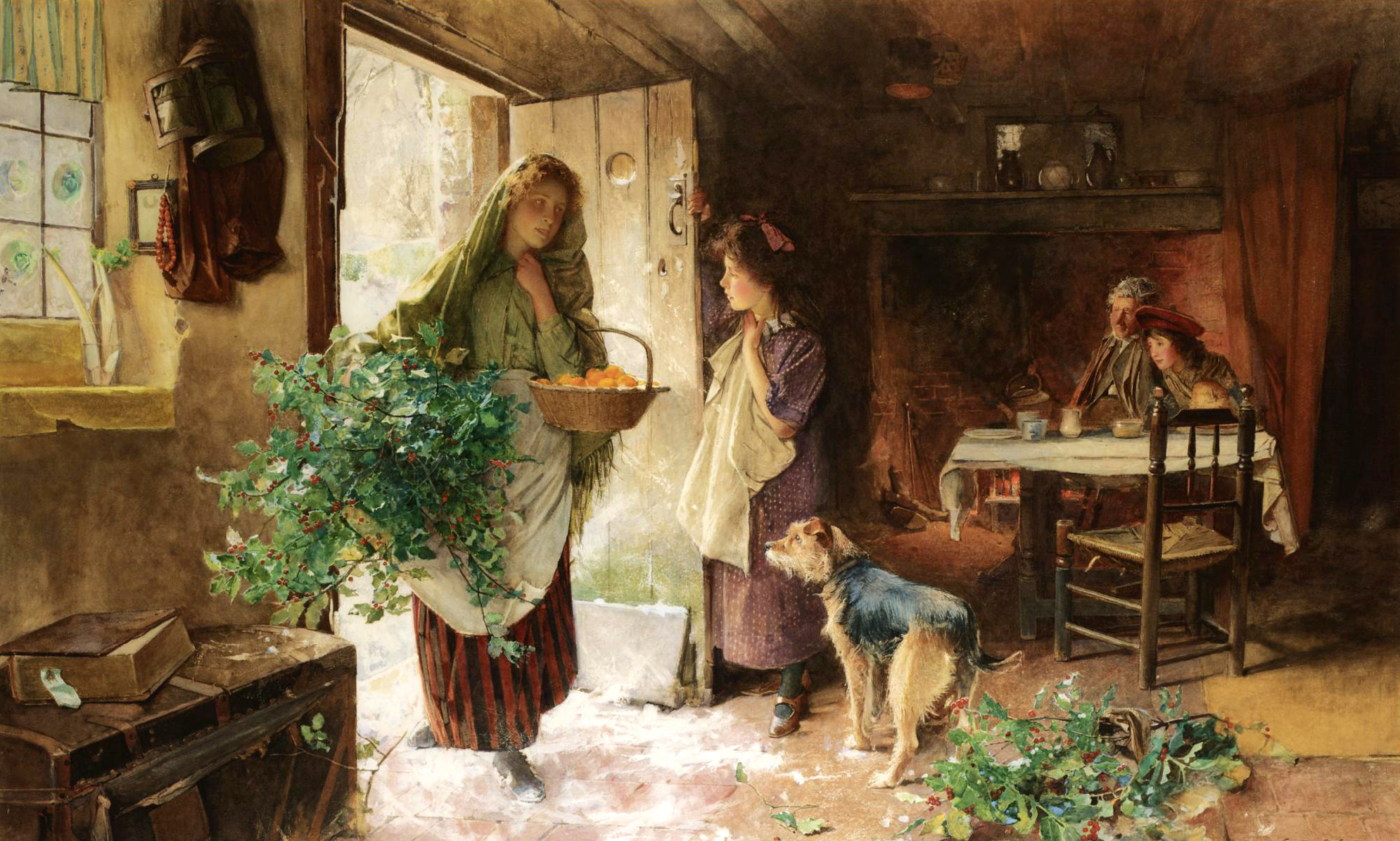
Christmas Eve
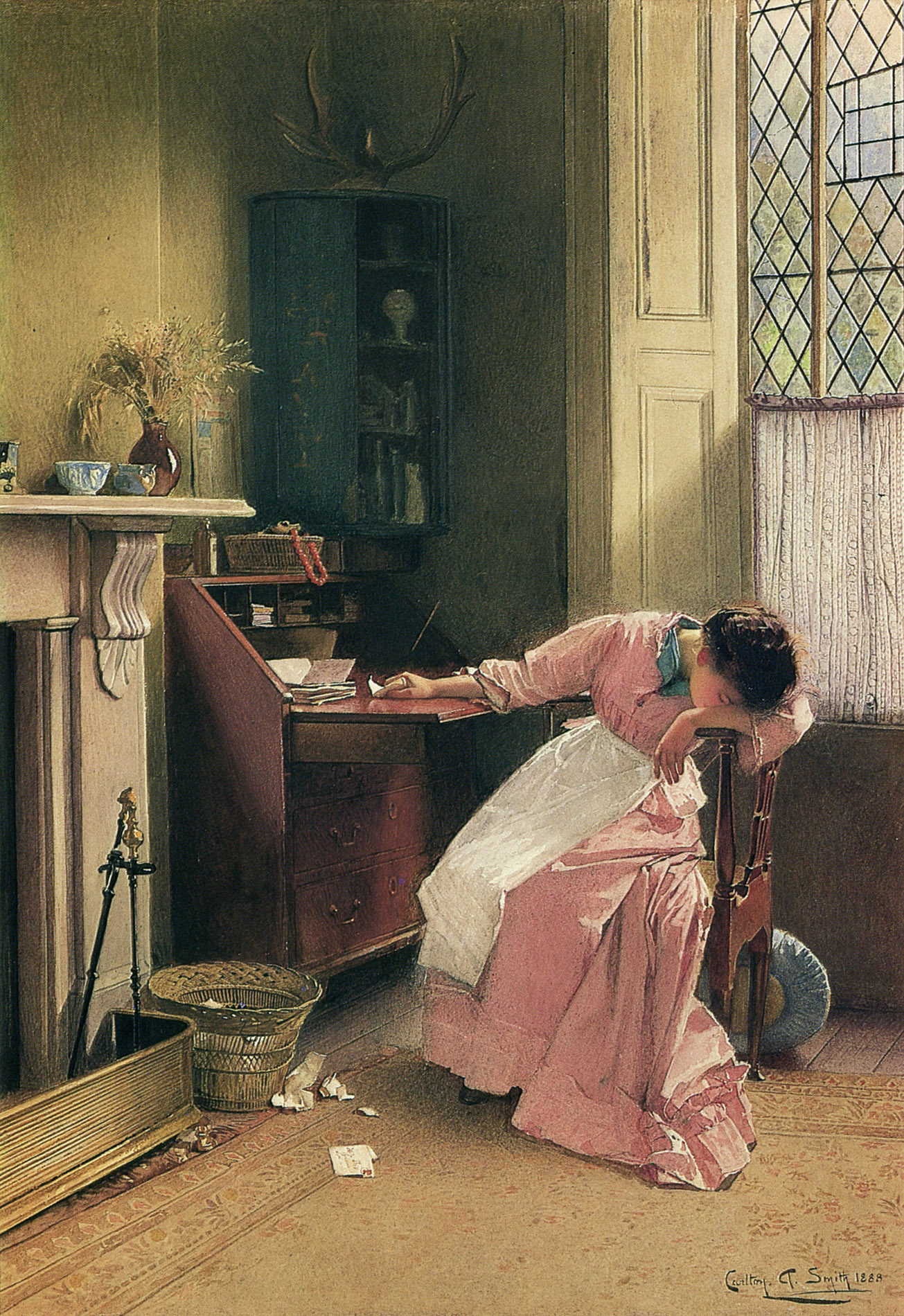
Recalling the Past (1888)
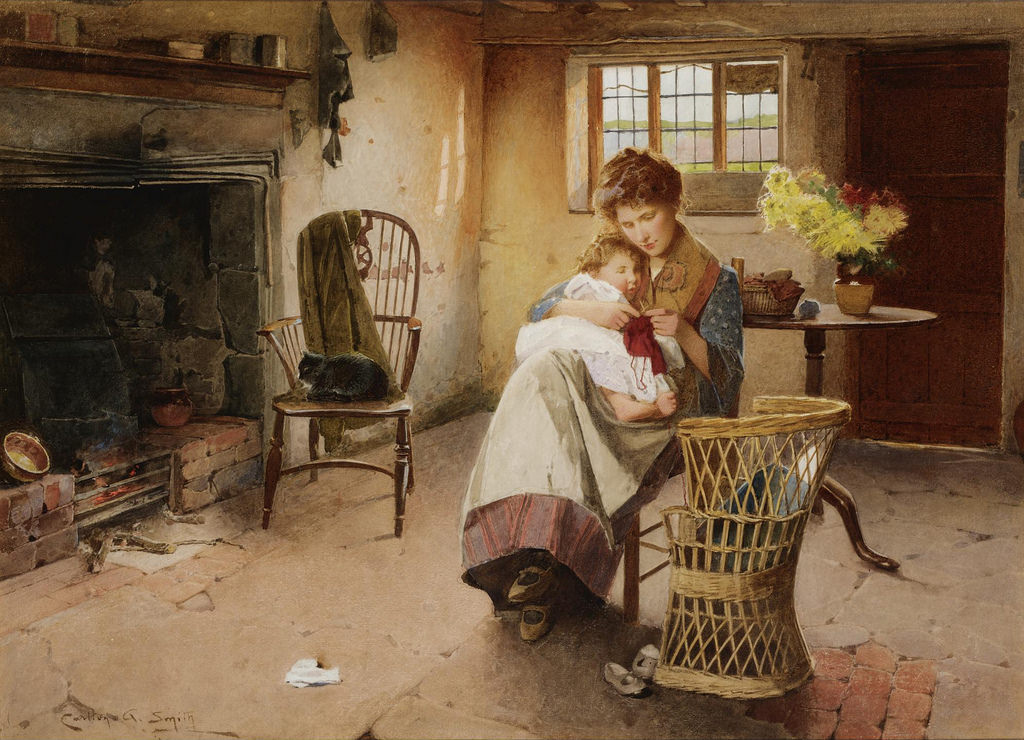
A Ray of Sunshine
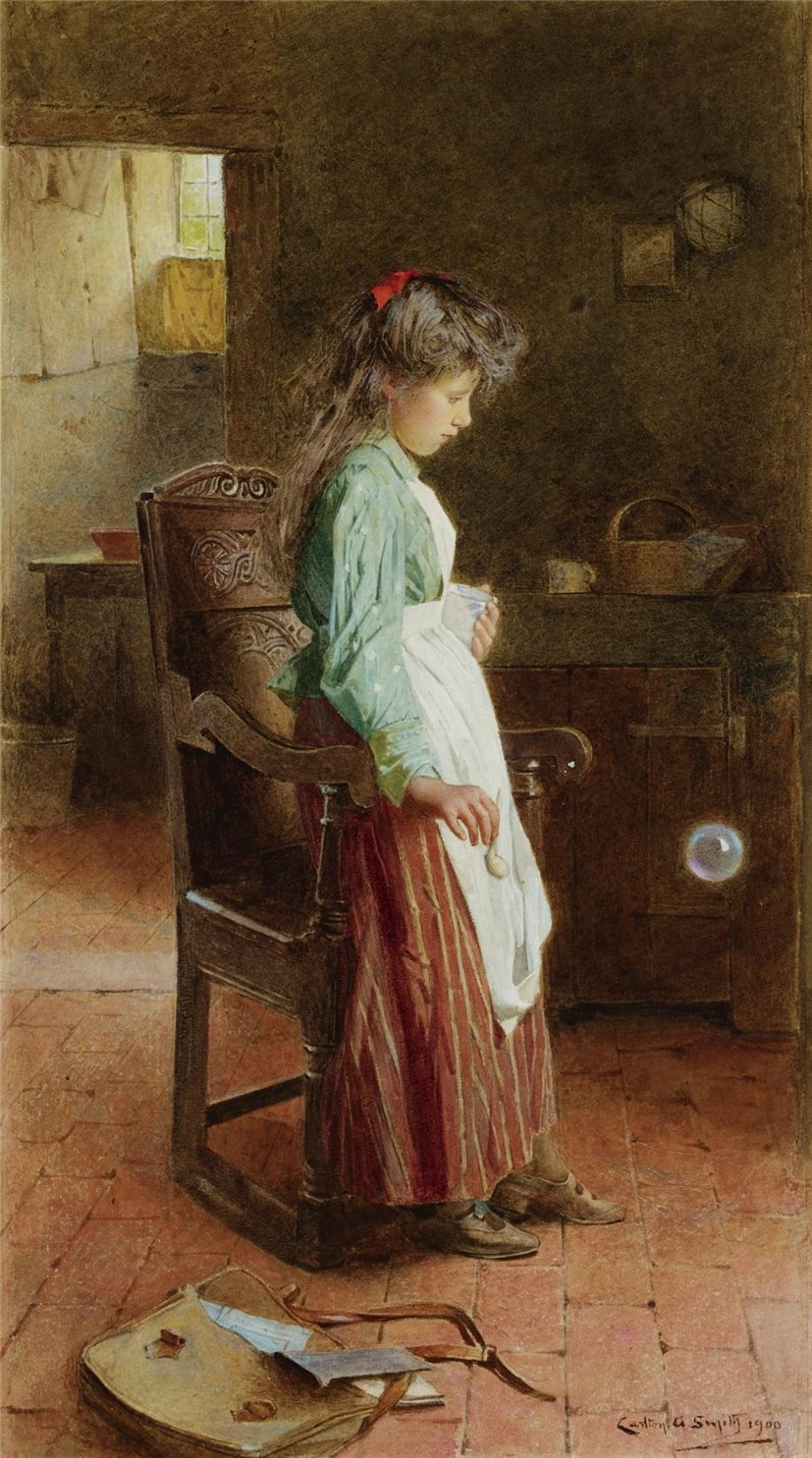